# John Stol

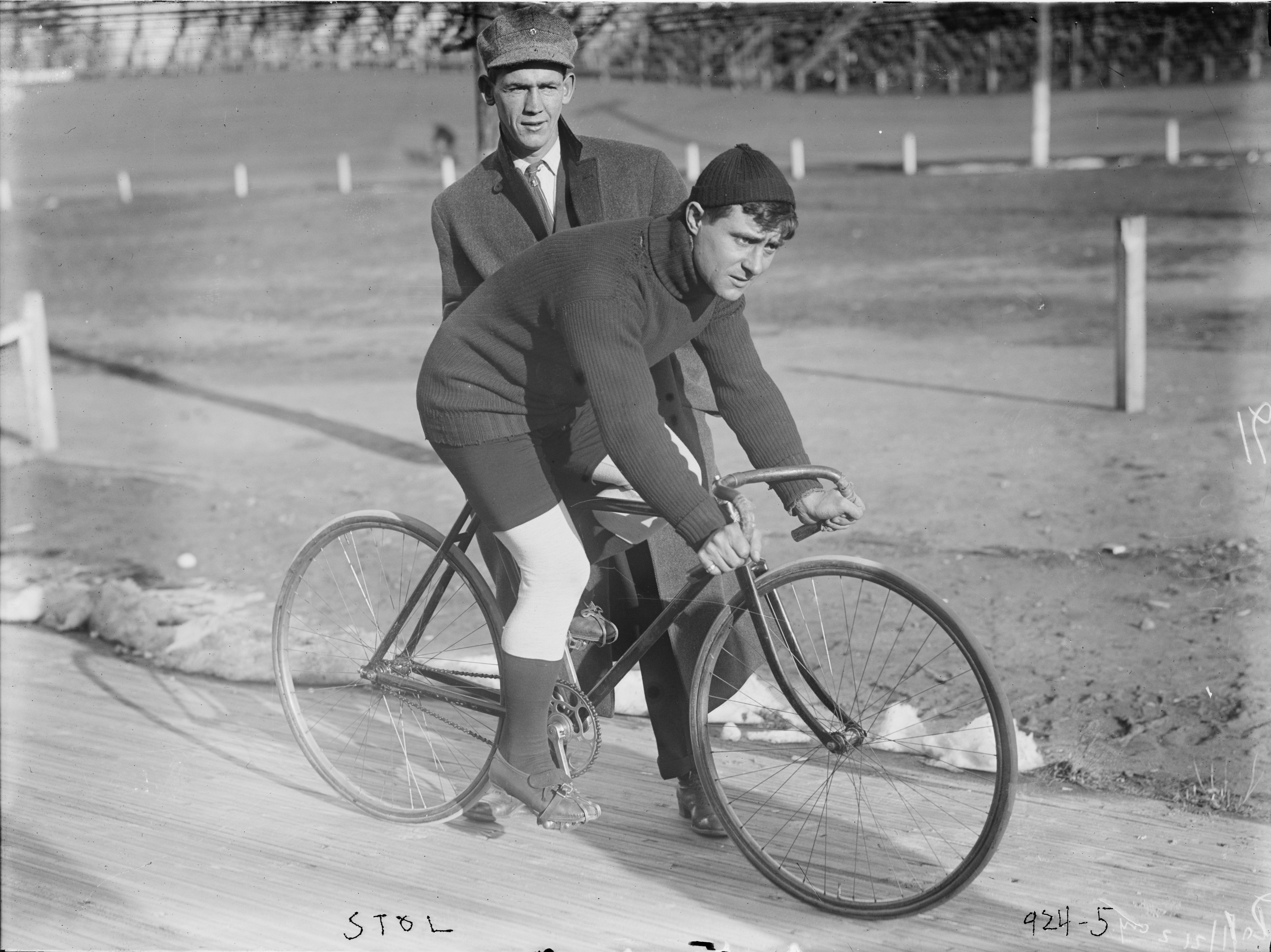
John Stol in 1909.

John Stol (Amsterdam, 19 april 1885 - aldaar, 26 juli 1973) was een Nederlands wielrenner. 

## Biografie
John Stol was een baanwielrenner en ging de geschiedenis in als de eerste Nederlander die een zesdaagse won. Dit was in 1907 in de zesdaagse van New York, zijn koppelgenoot was de destijds beroemde Duitse zesdaagsenkoning Walter Rütt. Drie jaar daarvoor was hij al eens tweede geworden in deze zesdaagse samen met de Belg Arthur Vanderstuyft. 
Stol had als bijnaam De vliegende Amsterdammer.
In totaal reed Stol 19 zesdaagsen waarvan hij er zes won. Hiervan won hij er vijf samen met de Duitser Walter Rütt. In het begin van zijn carrière reed hij alleen zesdaagsen in de Verenigde Staten, omdat dit fenomeen pas in 1909 voor het eerst in Europa voet aan de grond kreeg met de zesdaagse van Berlijn, waarin hij meteen de tweede plaats behaalde met als koppelgenoot de Fransman Marcel Berthet.

## Andere prestaties

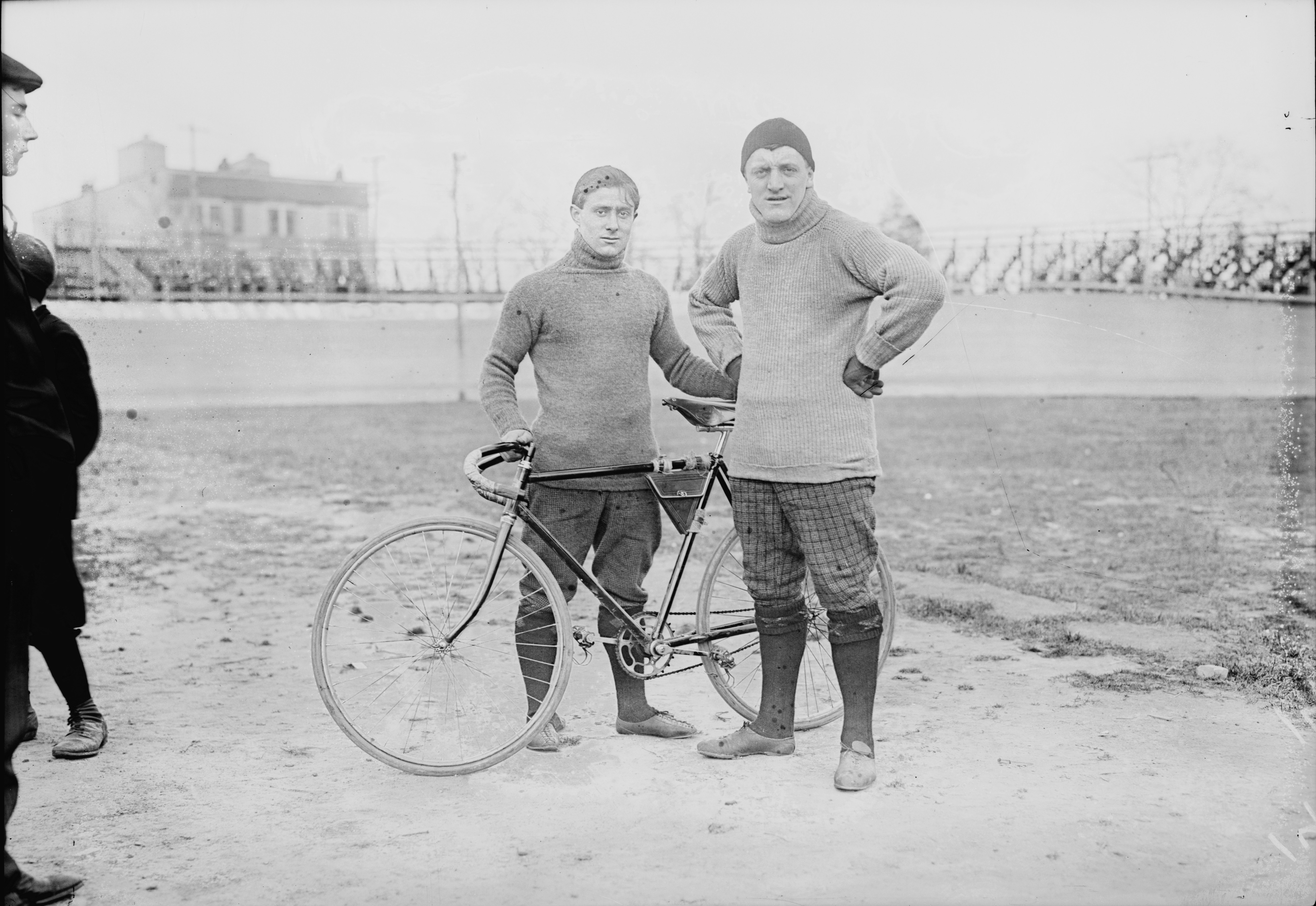
John Stol en Walter Rütt in 1908

Stol was ook een bedreven baansprinter, zo behaalde hij in 1913, 1914 en 1918 de Nederlandse titel bij de profs, in een tijd dat de legendarische Piet Moeskops deze discipline meestal voor zich opeiste. 
In 1904 vestigde John Stol samen met zijn teamgenoot de Duitser Thaddeus Robl een wereldrecord op de 20 km tandem gegangmaakt door motoren en in 1906 won hij met zijn koppelgenoot Arthur Vanderstuyft een 24-uurs duurwedstrijd in het Treptower Park  in Berlijn, waarbij een afstand van 789,310 km werd afgelegd. 
In de volgende jaren bouwde John Stol een reputatie op als wielrenner die duurrecords met gangmaking vestigde. Hij reisde door heel Europa om deze tak van de wielersport te promoten. In 1909 moest hij deze activiteiten staken na een ernstige val in Berlijn.

## Zesdaagse overwinningen

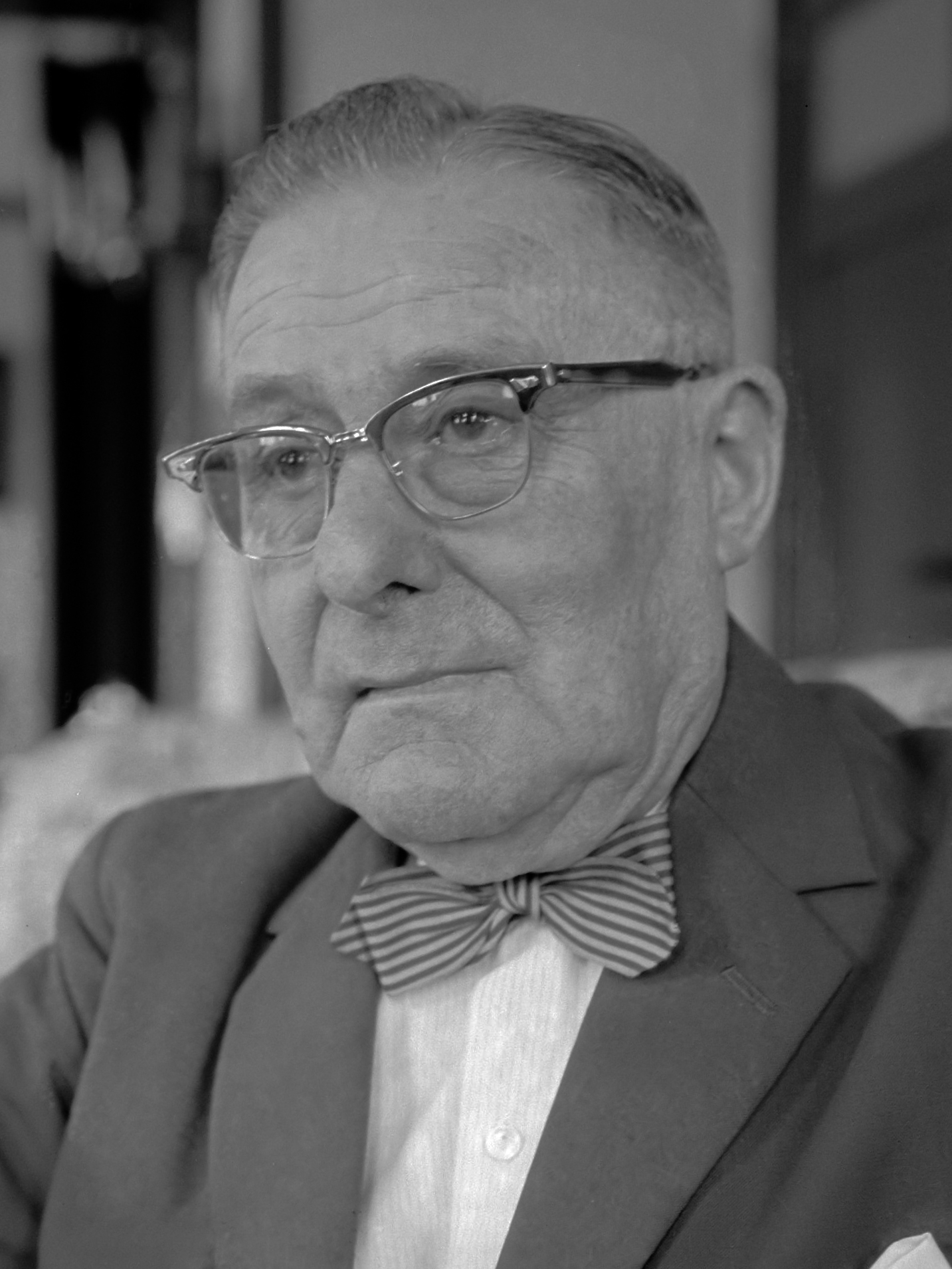
John Stol (1964)

| Nr. | Jaar   | Zesdaagse van | Samen met            |
| --- | ------ | ------------- | -------------------- |
| 1   | 1907   | New York      | Walter Rütt          |
| 2   | 1911   | Frankfurt     | Walter Rütt          |
| 3   | 1911   | Berlijn       | Walter Rütt          |
| 4   | 1912-1 | Berlijn       | Walter Rütt          |
| 5   | 1912-2 | Berlijn       | Walter Rütt          |
| 6   | 1914   | Brussel       | Cyrille Van Hauwaert |

## Latere carrière als bestuurder
Na zijn wielercarrière werd John Stol jarenlang actief als bestuurder in de KNWU. In deze hoedanigheid was hij echter niet zo geliefd bij de toenmalige coureurs omdat hij zich nogal regentesk gedroeg.